# Rhydian Cowley
Rhydian Cowley (Melbourne, 4 de enero de 1991) es un deportista australiano que compite en atletismo, especialista en la disciplina de marcha.
Participó en tres Juegos Olímpicos de Verano, entre los años 2016 y 2024, obteniendo una medalla de bronce en París 2024, en la prueba de relevo mixto (junto con Jemima Montag).

## Palmarés internacional
| Juegos Olímpicos | Juegos Olímpicos | Juegos Olímpicos  | Juegos Olímpicos    |
| Año              | Lugar            | Medalla           | Prueba              |
| ---------------- | ---------------- | ----------------- | ------------------- |
| 2024             | París (Francia)  | Medalla de bronce | Marcha relevo mixto |